# Ebersnacken
Der Ebersnacken ist mit 460,4 m ü. NN der höchste Berg des waldreichen Weserbergland-Mittelgebirges Vogler in Niedersachsen, Deutschland und wegen seines Aussichtsturmes ein beliebtes Wanderziel.

## Geographische Lage
Der Ebersnacken befindet sich im Landkreis Holzminden etwa auf der halben Luftlinie zwischen Bodenwerder im Nordwesten und Stadtoldendorf im Südosten. Er gehört zum Nordteil des Naturparks Solling-Vogler.

## Ebersnackenturm
Auf der Kuppe des Ebersnacken steht der 26 m hohe Ebersnackenturm, ein in offener Holz-Fachwerkbauweise ausgeführter Aussichtsturm mit innenliegender Treppe, dessen Aussichtsplattform die umliegenden Baumkronen überragt.
Bereits 1890 wurde auf dem Ebersnacken ein 13 m hoher Vermessungsturm errichtet. 1922 wurde ein neuer Turm erbaut, der 1946 einstürzte. Erst 1960 entstand abermals ein Turm, der im Jahr 1989 durch den heutigen Turm ersetzt wurde.
Das insgesamt 15,5 t schwere Bauwerk wurde mit Hilfe eines Hubschraubers der britischen Luftwaffe in zwei Bauteilen auf den Berg transportiert und am 6. September 1989 dort endmontiert. Am Turm befindet sich ein Schild mit Bericht dazu. Im Jahr 2000 wurde der Turm restauriert.
Vom Turm aus reicht der Blick über den Vogler und das umliegende Weserbergland hinaus in Richtung Westen bis zum Hermannsdenkmal im Teutoburger Wald und nach Osten zum Harz.

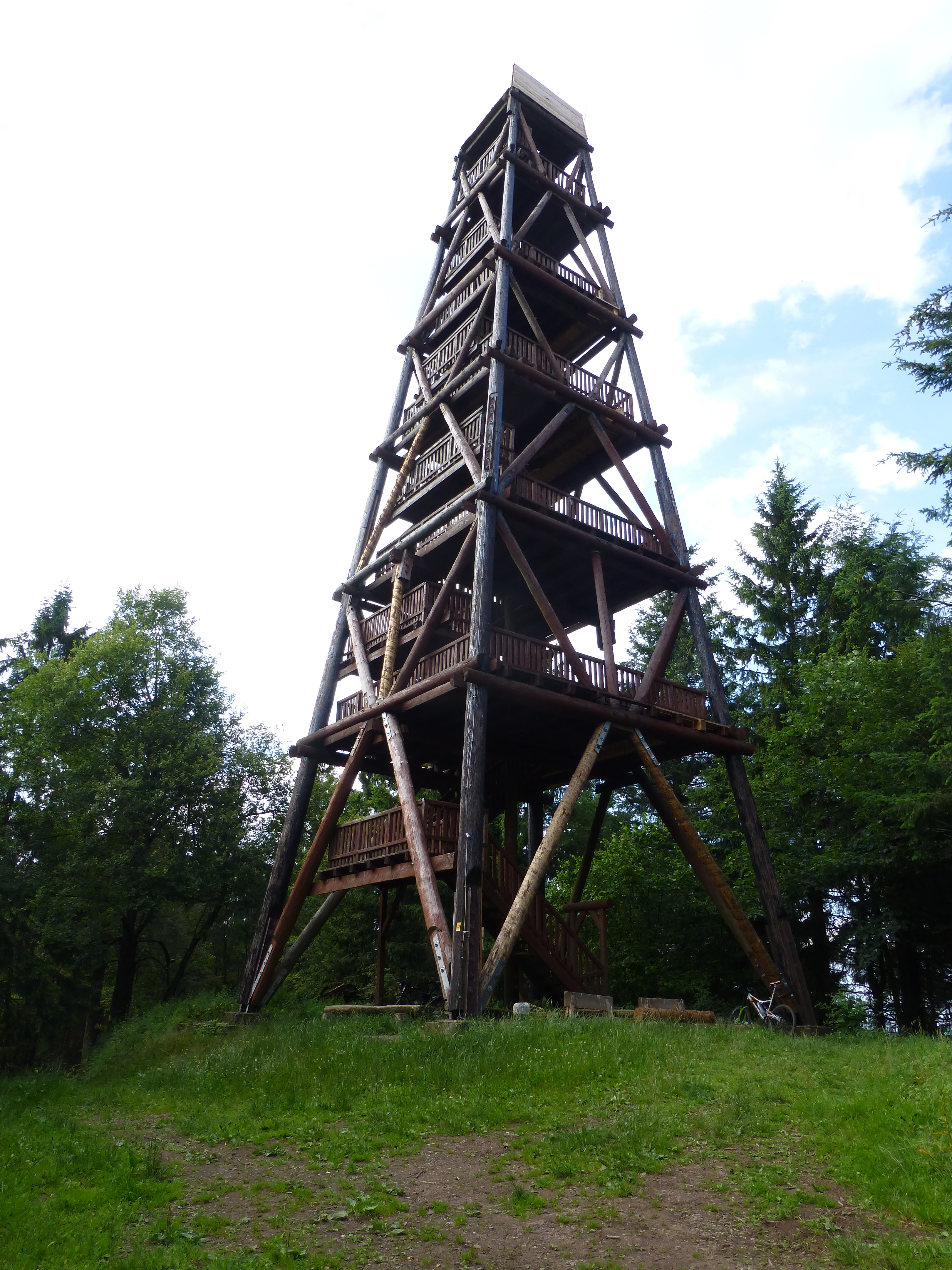
Der Ebersnackenturm im August 2014
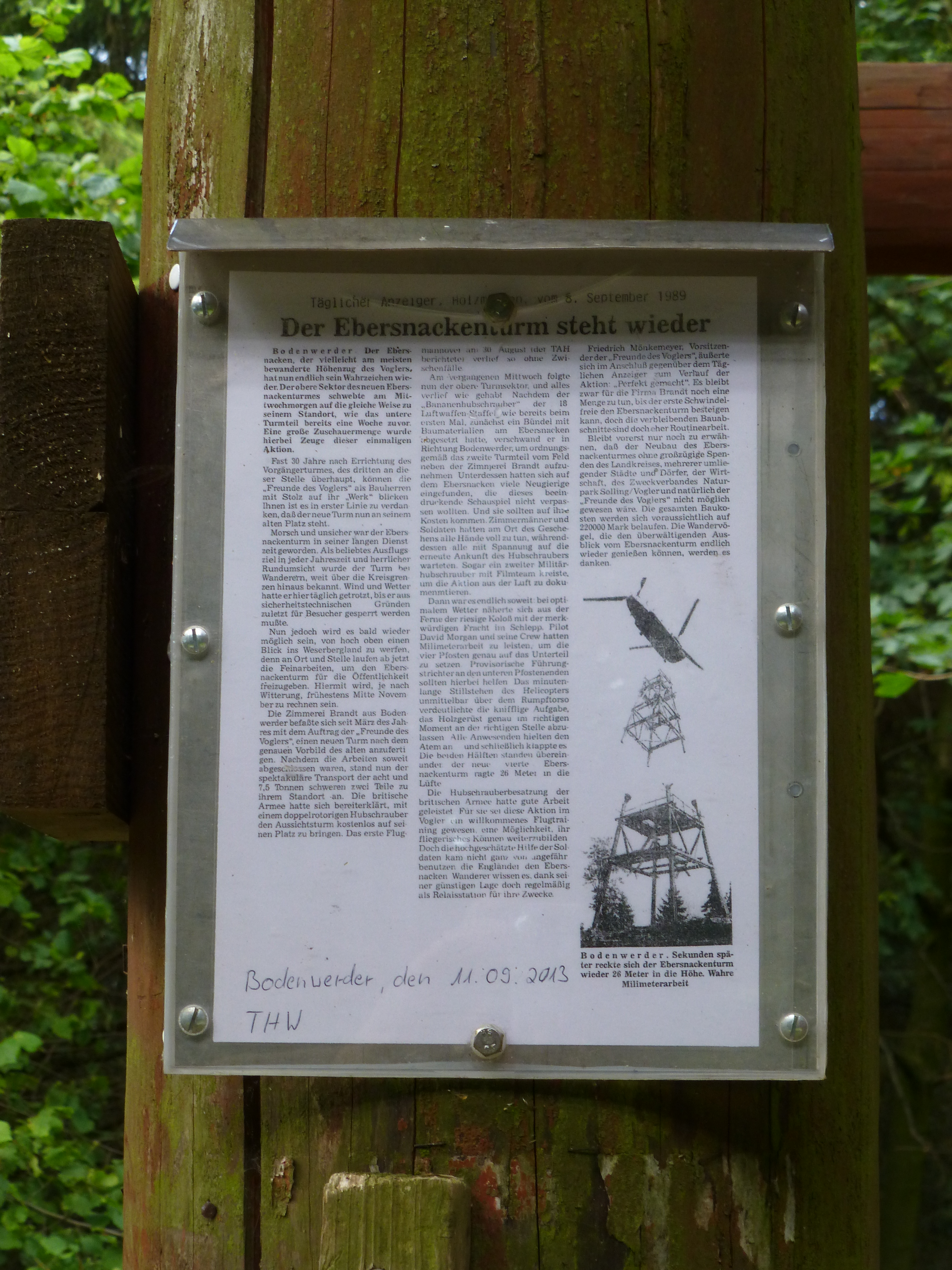
Das Schild am Ebersnackenturm

## Wandern
Der Gipfel ist auf Forststraßen und Wanderwegen von den umliegenden Ortschaften aus zu erreichen. Der kürzeste Anmarsch ist der nördliche vom Dorf Heinrichshagen aus.